# Orquestra Jovem Tom Jobim
A Orquestra Jovem Tom Jobim é uma orquestra brasileira que foi fundada em 2001 durante o  Festival de Campos do Jordão ligada à  Escola de Música do Estado de São Paulo – Tom Jobim.
O Maestro titular da orquestra é Nelson Ayres e como maestro convidado Tiago Costa, o repertório da orquestra é caracterizado por músicas populares adaptadas com arranjos sinfônicos.
Muitos artistas brasileiros da MPB já se apresentaram juntamente com a orquestra, dentre eles:
Elza Soares, Paula Lima, Chico Pinheiro, Quinteto em Branco e Preto, Germano Mathias, Dominguinhos, Claudette Soares, Alaíde Costa, Heraldo Do Monte, Arismar do Espírito Santo, Jane Duboc, Johnny Alf, Maurício Einhorn e Breno Ruiz.